# Zuzana Liová
Zuzana Liová (n. 7 octombrie 1977, Žilina, RS Slovacă, Cehoslovacia) este o regizoare de film și scenarist din Slovacia.

## Filmografie
- Ticho (TV film, 2005)[3]
- The House (2011)[4][5]
- Slovensko 2.0 (2014)

## Legături externe
- Zuzana Liová la Internet Movie Database

## Vezi și
- Listă de regizori slovaci